# Maese Nicolás

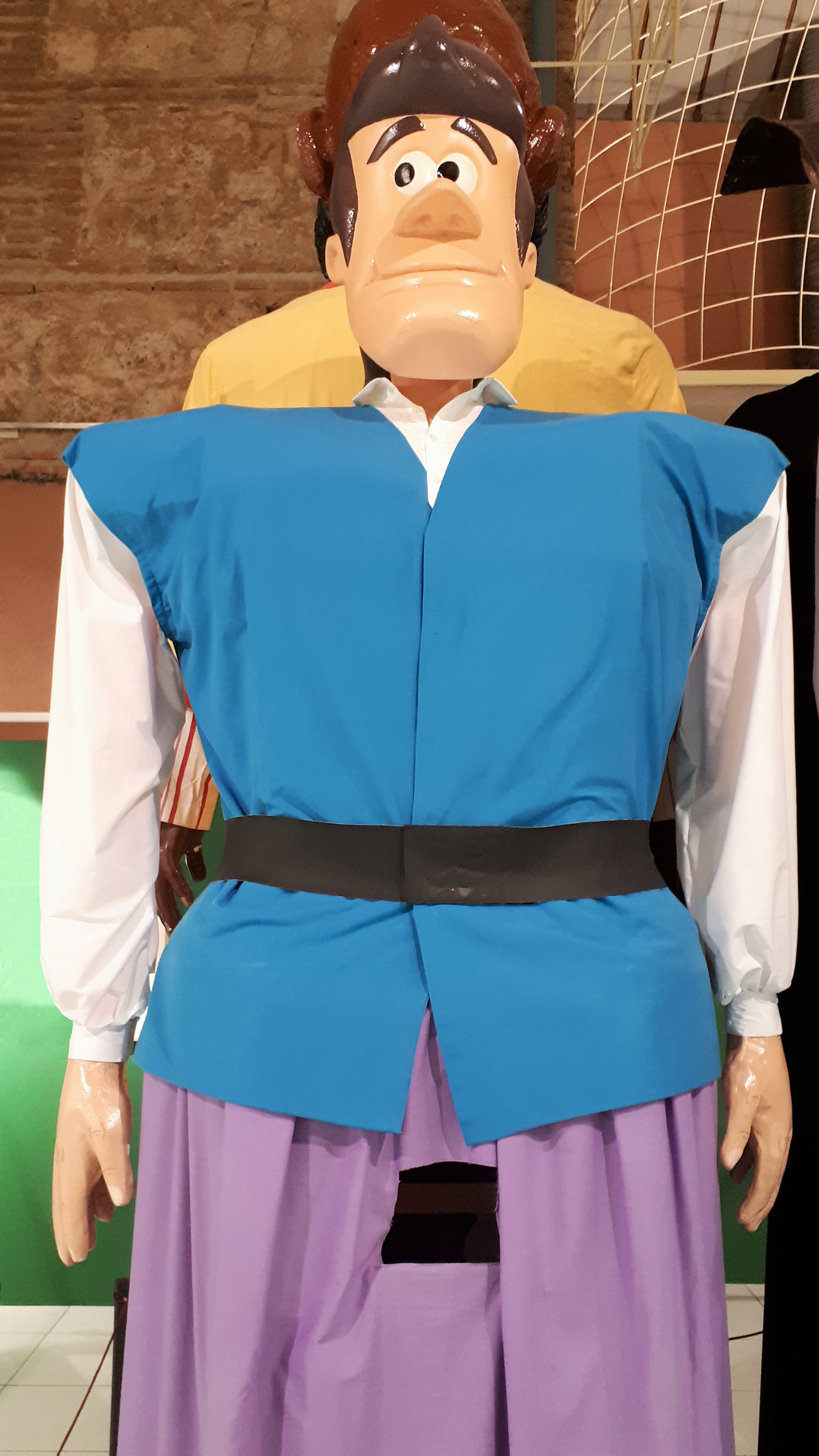
Representación de Maese Nicolás en la Comparsa Cervantina de Alcalá de Henares.

Maese Nicolás es el barbero en el libro de Don Quijote de la Mancha.
Amigo del cura y juntos intentan que Don Quijote vuelva a ser como antes, y queman los libros de caballería de Don Quijote. Se inventan que un mago se los ha llevado y Don Quijote se lo cree.[cita requerida]